# ابل آي آي إي
ابل آي آي إي (بالإنجليزية: Apple IIe)‏ ، هي نظام التشغيل التابع لشركة آبل لأنظمة الكمبيوتر ، أنتجها وطورها شركة آبل ، ظهرت في السوق شهر يناير عام 1983م، وتوقف صدورها نهائياً في شهر نوفمبر عام 1993م، وتعمل بنظامي آبل دوس3. 3 و برو دوس.

## صور

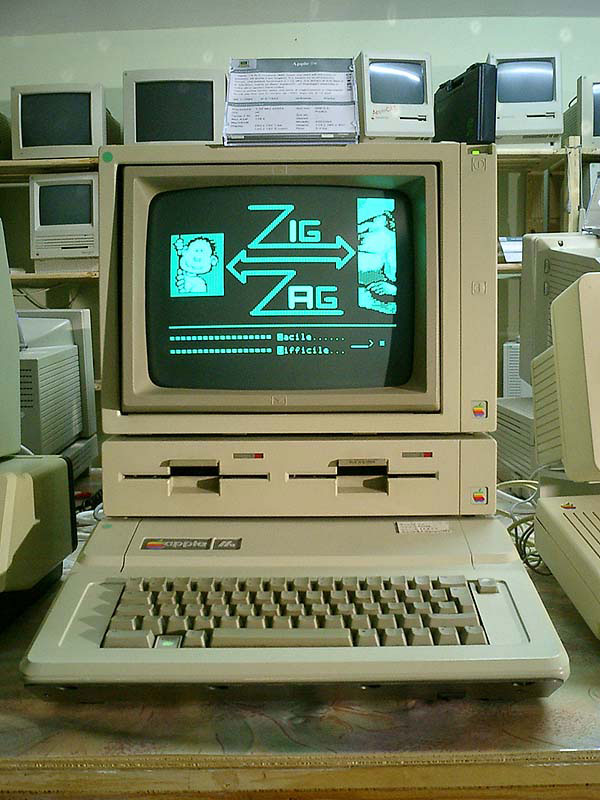
آبل آي آي إي أثناء التشغيل
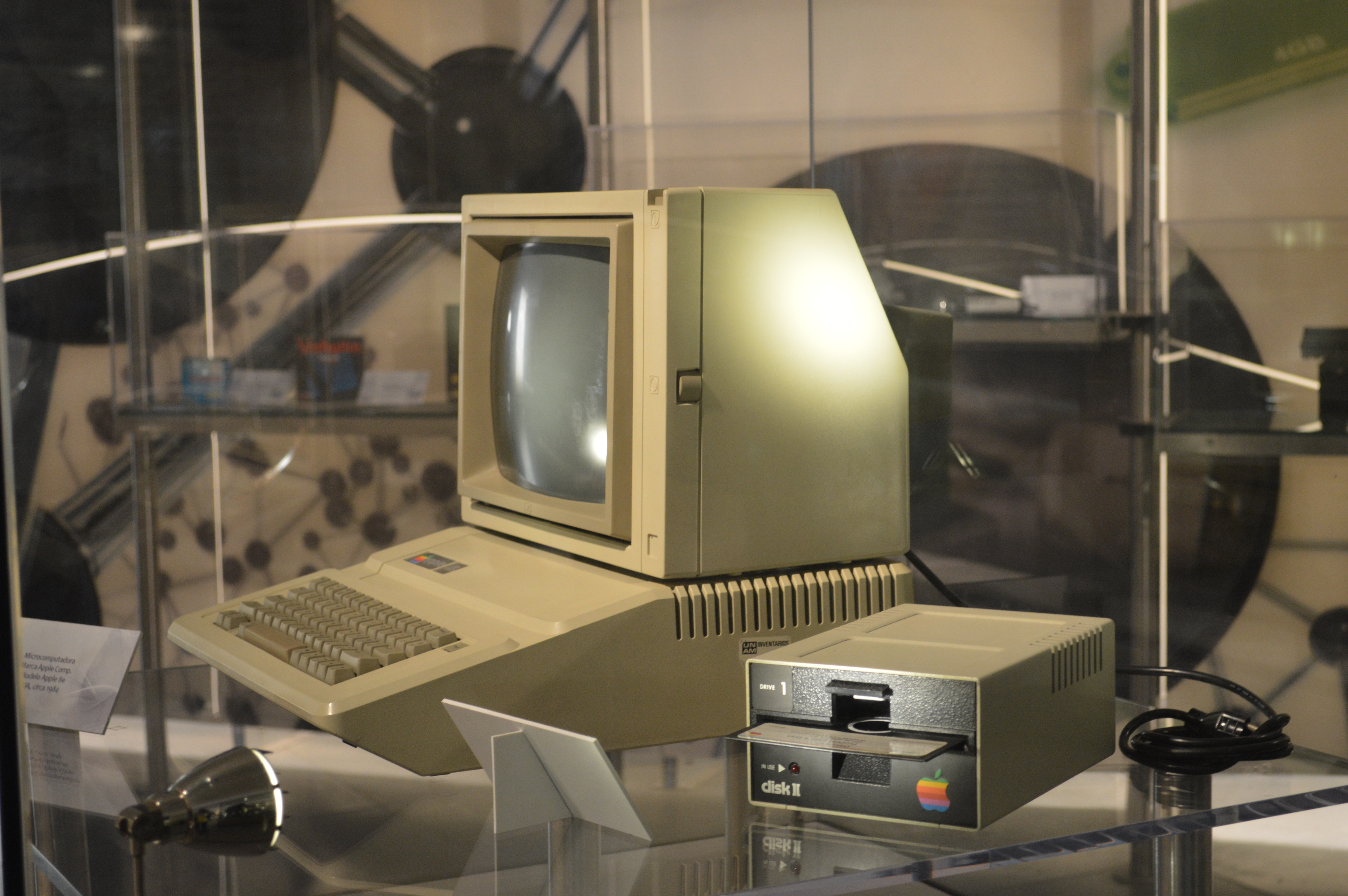
جهاز آبل آي آي إي في جامعة سيوداد في نيو مكسيكو المكسيكية
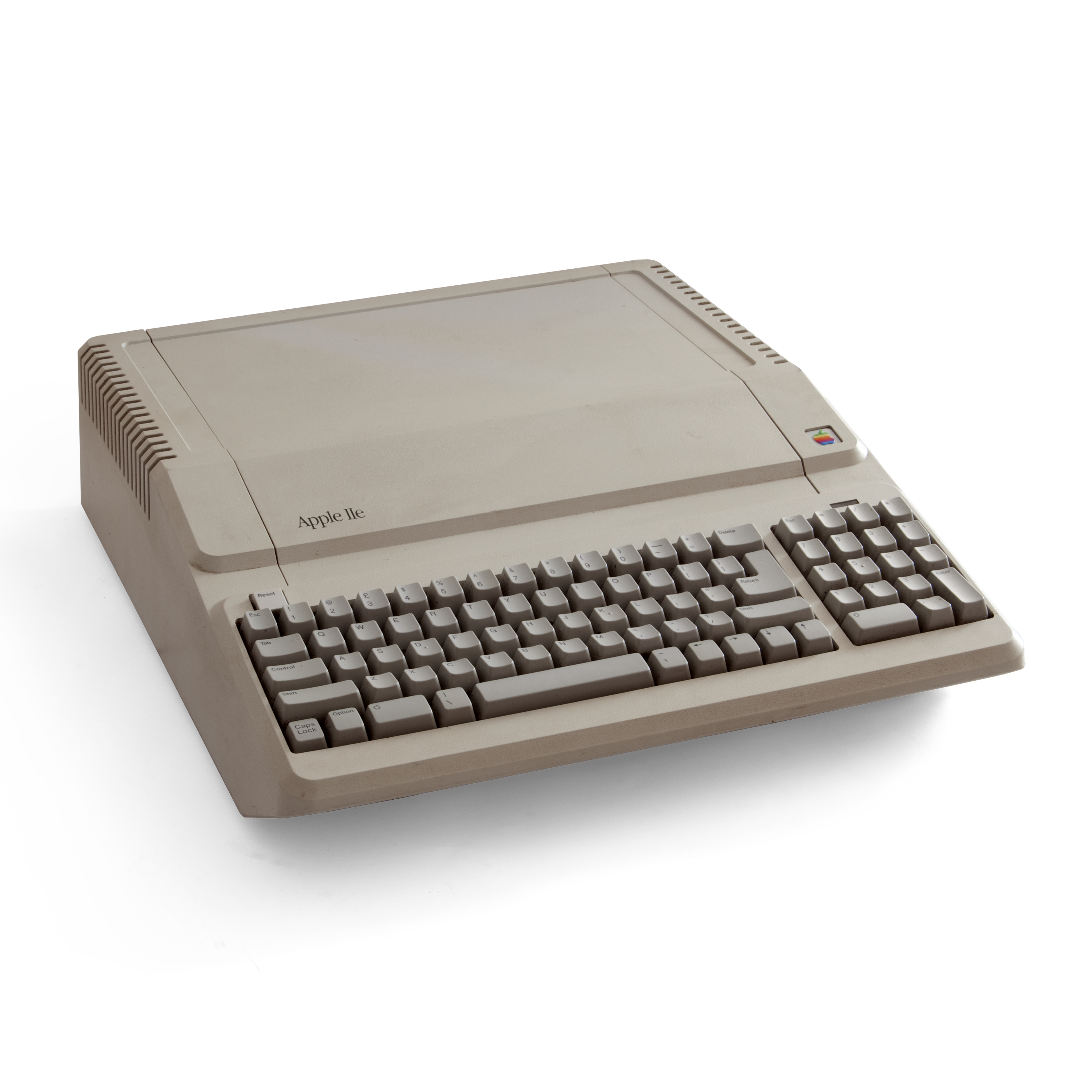
ابل بلاتينيوم آي آي إي
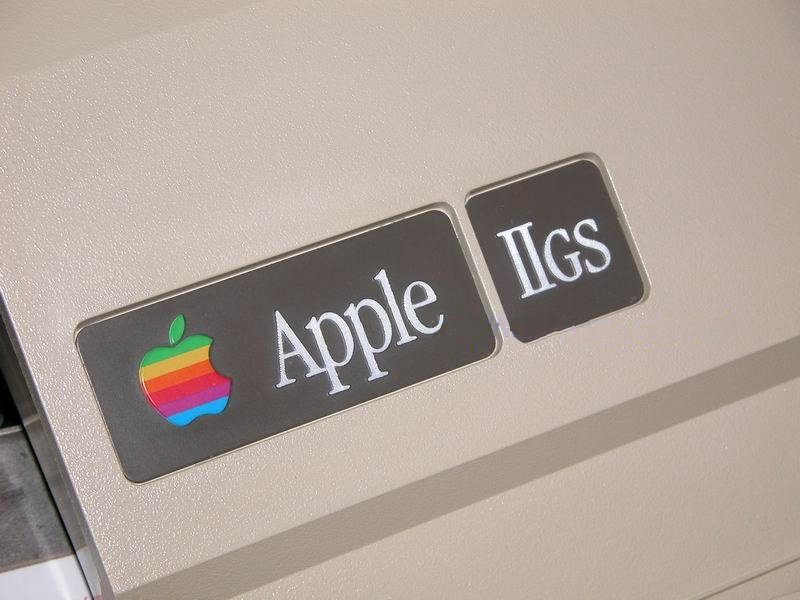
شعار الشركة آبل
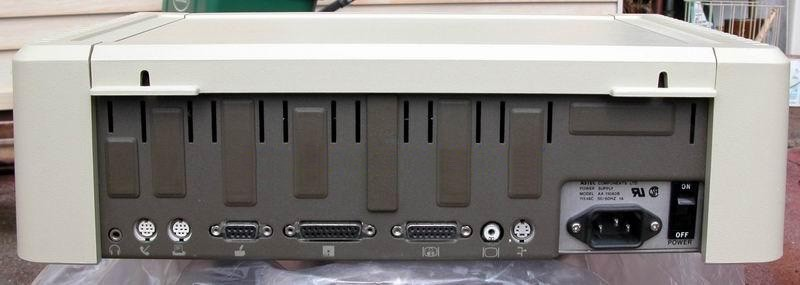
جهاز آبل آي آي إي من الخلف

## وصلات خارجية
- A2Central.com - Apple II news and downloads
- Steven Weyhrich's Apple II History
- Apple II على مشروع الدليل المفتوح
- Apple II expansion cards
- Applefritter has an Apple II forum
- PCB pictures of the Apple II
- Apple2clones has information on Apple II clones
- ReactiveMicro.com - An Apple II hardware production company (cloned items), Enhance Kit
- WEB Page of a user Some cards detailed and programs to download.
- Apple2Online.com Free public-access library of Apple II software, games, documentation, hardware photos & more